# Vinko Möderndorfer
Vinko Möderndorfer (nascut el 22 de setembre de 1958) és un escriptor, poeta, dramaturg i director de teatre i cinema eslovè.
Möderndorfer va néixer a Celje l'any 1958. Va estudiar a l'Acadèmia de Teatre, Ràdio, Cinema i Televisió a Ljubljana i va treballar a nombroses companyies de teatre arreu d'Eslovènia. Va començar a escriure poesia a finals dels anys setanta i des de principis dels vuitanta també va publicar nombroses obres de prosa, assaig i teatre, així com poesia i contes per a nens.
L'any 2000 va guanyar el Premi Prešeren pel seu llibre de contes Nekatere ljubezni. El 2003 va rebre el Premi Rožanc per Gledališče v ogledalu (El teatre en un mirall).

## Pel·lícula
- Inferno (pel·lícula eslovena del 2014) dirigida per Vinko Möderndorfer, protagonitzada per Jozica Avbelj, Ludvik Bagari, Silvo Bozic
- Predmestje (2004)
- Pokrajina part. 2 (2008)
- Zastoj (2021)

## Obra publicada

### Poesia per a nens
- Kako se dan lepo začne (El dia comença tan bé), 1993
- Madonca fleten svet (Bé, quin món tan gran), 1995
- Zakaj so sloni rahlospeči (Per què els elefants dormen lleugerament), 2003
- Luža, čevelj, smrkelj in rokav (Toll, sabata, moc i màniga) 2009

### Prosa per a nens
- Sin Srakolin, 1999
- Muc Langus a Čarovnička Gajka (La gata Langus i la Bruixa Gajka), 2002
- Vrnitev muca Langusa a Čarovničke Gajke (El retorn del gat Langus i la bruixa Gajka), 2006
- Potovanje muca Langusa & Čarovničke Gajke (Els viatges del gat Langus i Gajka la bruixa petita), 2009
- Rdečehlačka : vesele zgodbe zelo male deklice(Pantalons vermells: Històries feliços d'una nena petita), 2010
- Velika žehta (El gran rentat), 2011

### Drames per mems
- Pozor! Hudobe na delu! (Atenció! Entremaliats a la feina!), 1997
- Miši v operni hiši (Els ratolins a l'òpera), 2007

### Col·leccions de poesia per a adults
- Rdeči ritual (Ritual vermell), 1975
- Pesmičice (Petits poemes), 1977
- Mah (Moss), 1981
- Telo (Cos), 1989
- Male nočne ljubavne pesmi (Una petita nit de poesia d'amor), 1993
- Zlodejeve žalostinke (Els laments del diable), 1999
- Pesmi iz črne kronike (Poemes de la Crònica Negra), 1999
- Temno modro kot setembre (blau fosc com setembre), 2003
- Skala in srce (Rock i cor), 2004
- Razhajanja (Parts), 2007
- Dotikanja (Tocs), 2008
- Tavanja (Aventures), 2010
- Prostost sveta (La llibertat del món), 2011
- Nimam več sadja zate (No tinc més fruita per a tu), 2011

### Històries curtes
- Krog male smrti (El petit cercle de la mort), 1993
- Čas brez angelov (Un temps sense àngels), 1994
- Tarok pri Mariji (Taro at Maria's), 1994
- Ležala sva tam in se slinila kot hudič (Estem allà bavejant com l'infern), 1996
- Nekatere ljubezni (Alguns amors), 1997
- Total (Total), 2000
- Druga soba: novelete (L'altra habitació), 2004
- Vsakdanja spominjanja : zgodbe 1993–2007 (Memòries quotidianes: 1993 – 2007), 2008
- Kino dom : zgodbe nekega kina (Cinema a casa: les històries d'una sala de cinema), 2008
- Plava ladja (Barca blava), 2010

### Novel·les
- Tek za rdečo hudičevko, (Corrent després de la diable vermella), 1996
- Pokrajina št. 2 (Paisatge núm.2), 1998
- Predmestje, (Afores), 2002
- Omejen rok trajanja, (data de venda limitada), 2003
- Ljubezni Sinjebradca, (Els amors de Sinjebradec), 2005
- Nespečnost (Insomni), 2006
- Odprla sem oči in šla k oknu (Vaig obrir els ulls i vaig anar a la finestra), 2007
- Opoldne nekega dne, ((A migdia un dia), 2008
- Nihče več ne piše pisem, (Ja ningú no escriu lletres), 2011

### Obres de teatre
- Kruti dnevi (Dies cruels), 1982
- Prilika o doktorju Josefu Mengeleju (la història del Doctor Josef Mengele), 1986
- Help, 1989
- Camera obscura, 1990
- Hamlet in Ofelija (Hamlet i Ofèlia), 1994
- Transvestitska svatba (El casament travestit), 1994
- Sredi vrtov (Enmig de jardins), 1995
- Štirje letni časi (Les quatre estacions), 1996
- Jožef a Marija (Josep i Maria), 1997
- Vaja zbora – tri komedije (Pràctica coral – Tres comèdies), 1998
- Limonada slovenica (Sabó d'Eslovènia), 1999
- Mama je umrla dvakrat (La mare va morir dues vegades), 1999
- Podnajemnik (El subtinent), 2000
- Klub Fahreinheit (El Club Fareinheit), 2001
- Mefistovo poročilo (Informe de Mefistòfeles), 2002
- Tri sestre (Les tres germanes), 2002
- Limonada slovenica: štiri komedije (Comèdia eslovena: quatre comèdies), 2003
- Na kmetih (A la granja), 2003
- Mrtve duše (Ànimes mortes), 2004
- Na dnu(A la part inferior), 2006
- Šah mat ali Šola moralne prenove za može in žene (Escac Mat o Escola de Renovació Moral per a Homes i Dones), 2006
- Štiri komedije (Quatre comèdies), 2008
- Lep dan za umret (Un bon dia per morir), 2009
- Blumen aus Krain: igre 1990–2010 (Blumen aus Krain: obres de teatre 1990 – 2010), 2011

### Col·leccions d'assaigs
- Gledališče v ogledalu (El teatre en un mirall), 2001
- Vzporedni svet: razmišljanja o ustvarjanju (Paraula paral·lela: pensaments sobre la creativitat), 2005
- Hvalnica koži (Oda a la pell), 2011